# Tropinota ilariae
Tropinota ilariae är en skalbaggsart som beskrevs av Dutto 2007. Tropinota ilariae ingår i släktet Tropinota och familjen Cetoniidae. Inga underarter finns listade i Catalogue of Life.